# رومادانوفکا (شهرستان ملئوزوفسکی، باشقیرستان)
رومادانوفکا (انگلیسی: Romadanovka, Meleuzovsky District, Republic of Bashkortostan) یک شهرک در شهرستان ملئوزوفسکی استان باشقیرستان کشور روسیه است.